# (24049) 1999 TZ18
(24049) 1999 TZ18 est un astéroïde de la ceinture principale d'astéroïdes découvert en 1999.

## Description
(24049) 1999 TZ18 a été découvert le 15 octobre 1999 à Višnjan, une municipalité située dans le comitat d'Istrie en Croatie, par Korado Korlević.

### Caractéristiques orbitales
L'orbite de cet astéroïde est caractérisée par un demi-grand axe de 2,29 UA, un périhélie de 1,98 UA, une excentricité de 0,14 et une inclinaison de 2,46° par rapport à l'écliptique. Du fait de ces caractéristiques, à savoir un demi-grand axe compris entre 2 et 3,2 UA et un périhélie supérieur à 1,666 UA, il est classé, selon la JPL Small-Body Database, comme objet de la ceinture principale d'astéroïdes.

### Caractéristiques physiques
(24049) 1999 TZ18 a une magnitude absolue (H) de 14,9 et un albédo estimé à 0,315.